# Sven Knutsson
Sven Knutsson (Oudnoords: Sveinn Knútsson) ca. 1016-1035, was een zoon van Knoet de Grote, de koning van Denemarken, Noorwegen en Engeland, en zijn eerste vrouw Ælfgifu van Northampton, een hoge adellijke vrouw uit Mercia. Knoet trouwde in 1017 met Emma van Normandië, maar er is geen bewijs dat hij Ælfgifu verstootte. In 1030 zond Knoet haar en Sven als regenten naar Noorwegen om daar namens hem te regeren. Hun heerschappij werd echter door de Noren als drukkend beschouwd. In 1034 werden zij en haar zoon uit Noorwegen verdreven. Het opleggen van nieuwe belastingen en het invoeren van strenge wetten had hen impopulair gemaakt. In William Shakespeares Macbeth treedt een karakter, genaamd "Sweno, de koning van Noorwegen" op, dat op Sven is gebaseerd.

## Voetnoten
1. ↑  Pauline Stafford, Ælfgifu van Northampton, Oxford Online Dictionary of Biography, 2005
2. ↑  M.K. Lawson, Cnut, Oxford Online woordenboek van Biografie, 2005
3. ↑   Derry, T.K., A history of Scandinavia: Norway, Sweden, Denmark, Finland, and Iceland, University of Minnesota Press, 2000, blz. 40.
4. ↑   Snodgrass, Mary Ellen, "'Literary Treks: Characters on the Move, blz. 106-107. 2003e ISBN 156308953X. "De toneelschrijver transponeert in de tijd een uitstapje onder leiding van Sven Alfivason, zoon van Knoet II van Engeland en Denemarken en Ælfgifu van Northhampton."